# Richard Steven Horvitz
Richard Steven Horvitz, a volte accreditato come Richard Wood (Los Angeles, 29 luglio 1966) è un attore e doppiatore statunitense.

## Biografia

### Carriera
Horvitz è apparso per la prima volta nella pubblicità del 1976 Freshen Up Gum.  Dopo un'apparizione in Oliver!, ha continuato con Incorporated, Safe at Home, Summer School, How I Got Into College, Deadly Weapon e nella sitcom del 1988 The Munsters Today.  A partire dal 1993, ha iniziato a doppiare serie animate e videogiochi come Power Rangers, Catastrofici castori, Invader Zim, Kim Possible, Dave il Barbaro, Zatch Bell!, Le tenebrose avventure di Billy e Mandy, Ben 10, Squirrel Boy, Shorty McShorts' Shorts, Power Rangers Wild Force, Forever Red, Psychonauts, Destroy All Humans!, Destroy All Humans! 2, Destroy All Humans!  Path of the Furon, Everquest 2, The Darkness, Kinectimals, Skylanders: Spyro's Adventure.  Horvitz ha anche doppiato "Green Grapes" nelle pubblicità di Fruit of the Loom. Horvitz è attualmente doppiatore nella webserie animata di Vivienne Medrano Helluva Boss dove doppia uno dei protagonisti,Moxxie.

## Vita privata
Horvitz è sposato con la sceneggiatrice Kristen Lazarian, dalla quale ha avuto tre figli: Cole, Jake e Wyatt.

## Premi e riconoscimenti
- 2001 - Nominato Annie Award per Invader Zim